# دلار نیووی
دلار نیوئه (به انگلیسی: Niue dollar) (به زبان بومی: Dollar) یکای پول رایج در کشور نیووی است. مسئولیت کنترل این واحد پولی برعهدهٔ بانک مرکزی نیوزلند قرار دارد.